# Chiesa di Santa Maria Assunta (Caldaro sulla Strada del Vino)
La chiesa di Santa Maria Assunta (in tedesco Pfarrkirche Maria Himmelfahrt) è la parrocchiale di Caldaro sulla Strada del Vino, in provincia di Bolzano e diocesi di Bolzano-Bressanone; fa parte del decanato di Caldaro-Termeno.

## Storia

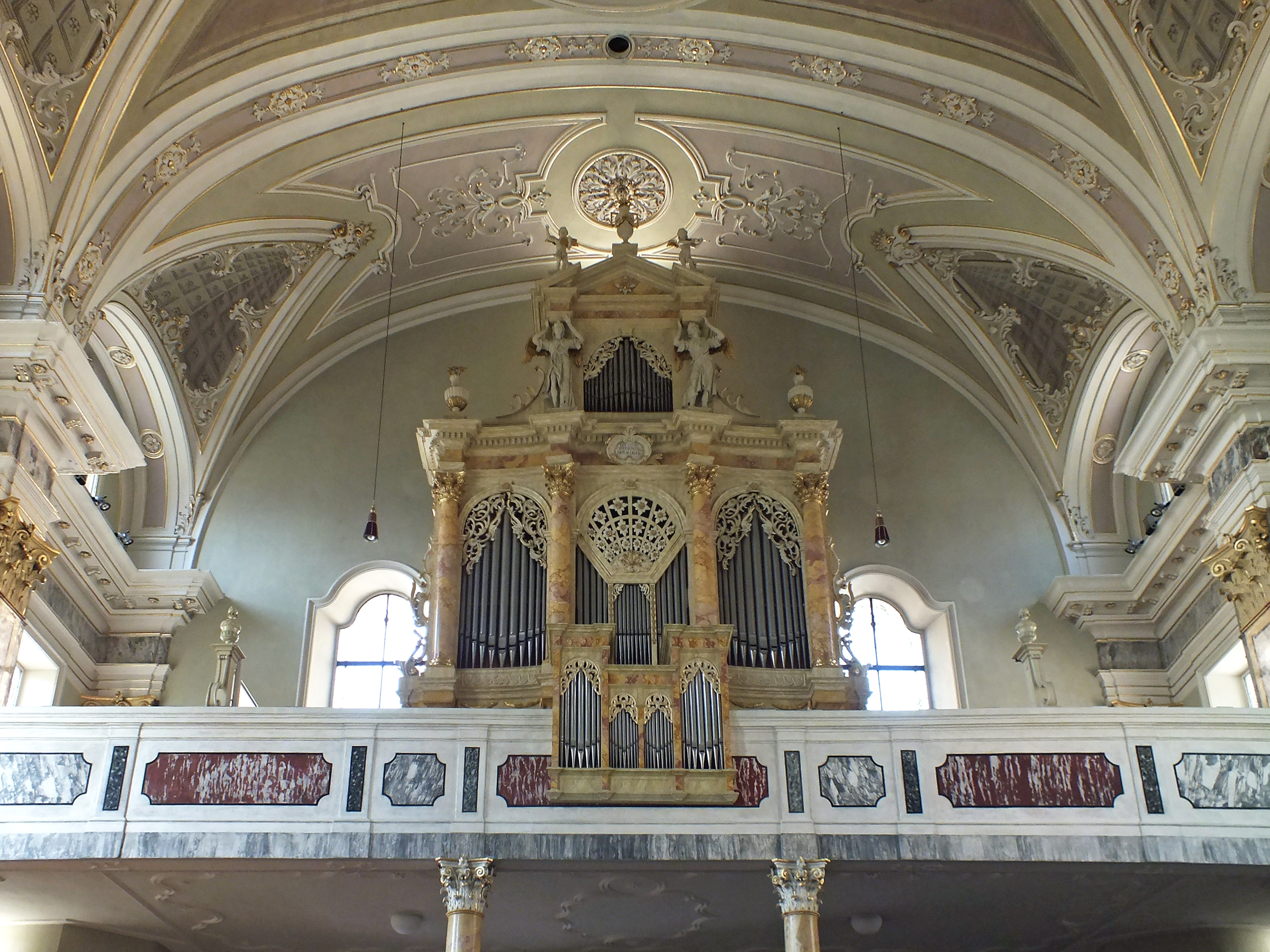
L'organo

Secondo la tradizione, si racconta che la pieve di Caldaro fu fondata dal vescovo di Trento Vigilio nel IV o nel V secolo. Si presume che a Caldaro sorgesse una basilica già nel IX secolo, tuttavia la prima citazione di una chiesa in questo paese risale al 1191. Questo edificio, che era in stile romanico, venne sostituito da un successivo in stile gotico agli inizi del XIV secolo, distrutto da un incendio nel 1373 e subito ricostruito e consacrato nel 1378. Tra la fine del Trecento e l'inizio del Quattrocento fu costruito il coro gotico probabilmente su progetto di Corrado di Egna. Attorno al 1498 lo scultore Hans Klocker fu incaricato di realizzare l'altare ligneo, oggi non più presente in chiesa.

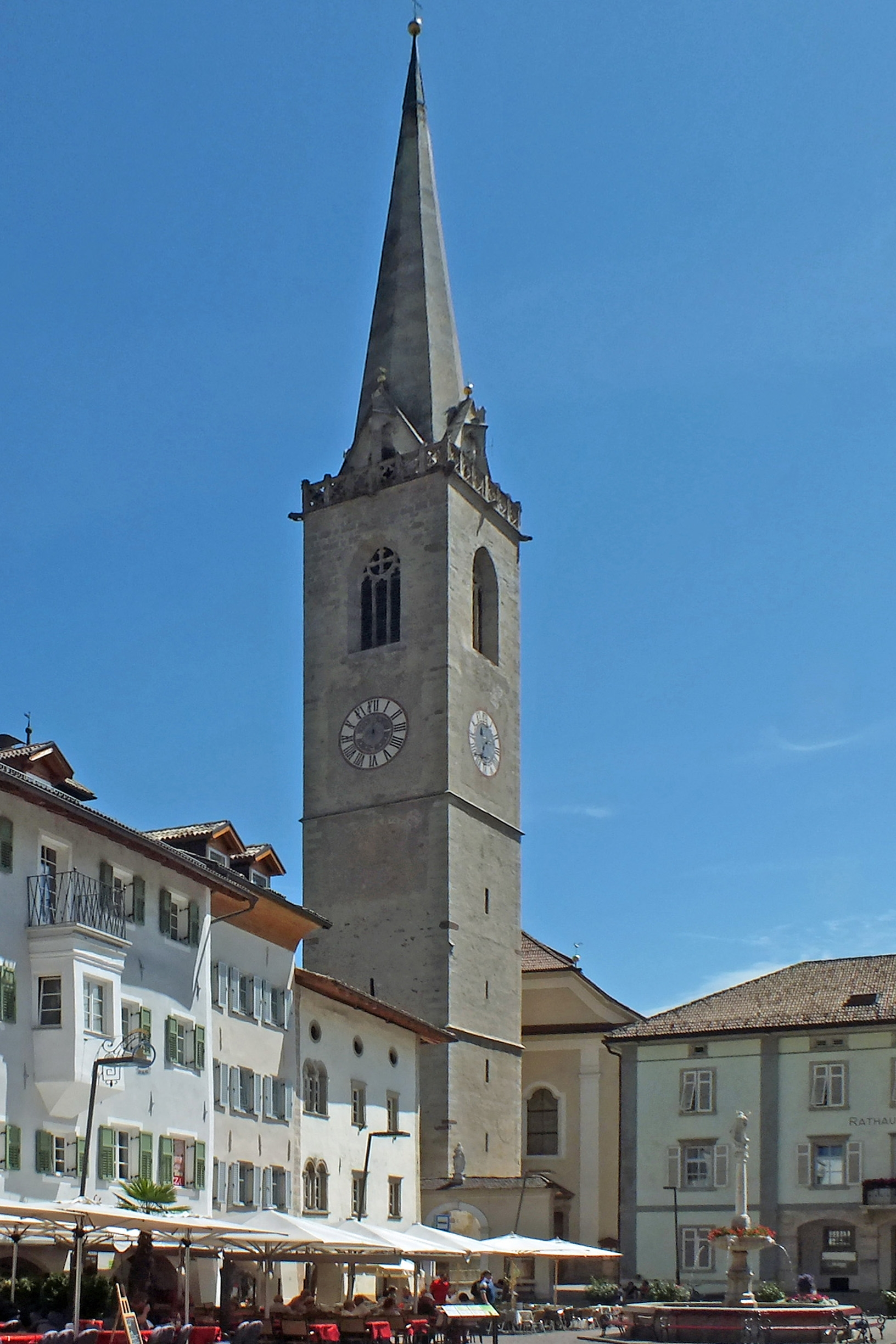
Il campanile

La chiesa mantenne il suo aspetto medievale fino al tardo XVIII secolo, quando si decise per il suo ampliamento e completo rifacimento. Fu voluta soprattutto dal decano Johann Nepomuk Dionys de Buol che si giovò dei finanziamenti dell'allora Patriarca di Venezia Giovanni Federico Giovannelli, con cui era in stretti rapporti. La prima pietra dell'attuale parrocchiale venne posta il 4 maggio 1791; l'edificio, progettato da Matthäus Wachter, fu ultimato nel 1793.

## Descrizione

### Interno
L'interno è a navata unica, con diverse opere di pregio. L'altare maggiore del 1658, con lavorazioni marmoree di Teodoro Benedetti, contiene al centro la pala d'altare con La consegna del Rosario a San Domenico e a Santa Caterina da Siena, dipinto nel 1744 da Michelangelo Unterperger. Al di sopra, nel coro sono gli affreschi che rappresentano l'Assunzione di Maria eseguiti da Josef Schöpf nel 1792 come il Martirio di San Vigilio sul soffitto della navata centrale. Ai lati dell'altare maggiore sono due altari arrivati da Venezia nel 1818: in quello di destra è un Preghiera mattutina di Sant'Isidoro firmato da un certo Angelo Corne, mentre in quello di sinistra è la pala della Predica di San Francesco Saverio di Liberale Cozza. L'organo, costruito da Anton Fuchs alla fine del XVIII secolo, utilizzò parti di quello precedente del 1601.

### Campanile
Accanto alla chiesa sorge il campanile, alto 72,5 metri; la struttura, che è in muratura, fu iniziato nel XIV secolo, epoca a cui risalgono i piani più bassi, mentre la cuspide gotica venne probabilmente aggiunta successivamente, nel XV secolo. In cella campanaria sono presenti 7 campane in Sib2 (Sib2, Do3, Re3, Mi3, Sol3, Sib3, Do4) elettrificate a slancio tirolese di notevole interesse. Le 3 piccole e la 3^ sono state fuse dalla ditta cremasca d'Adda nel 1923; le 2 maggiori e la 4^ sono opera di Stefan Morel e Ludwig Simonat anno 1606 (la 4^ del 1607). La campana maggiore, denominata "Annamaria", pesa 2600 kg. È presente anche la campana dell'agonia di nota Mib4, fusa dalla ditta Ottolina di Seregno (MI) nel 1932.